# El Franco
El Franco ist eine Gemeinde in der autonomen Region Asturien, im Norden Spaniens. Die Gemeinde liegt mit ihrem Verwaltungssitz La Caridad im Gerichtsbezirk Castropol. Die höchste Erhebung der Gemeinde ist der „La Penouta“ mit 899 m.

## Lage
Im Norden ist die Gemeinde begrenzt von der Kantabrischen See, im Süden von Boal und Castropol, im Westen vom Coaña, im Osten von Tapia de Casariego.

## Geschichte
Kleinere Funde aus der Jungsteinzeit belegen eine frühe Besiedelung der Region. Reste von Wallburgen aus Ur- und Frühgeschichtlicher Zeit in Arancedo sowie im benachbarten Coaña und Mohias sind noch heute sichtbar.
Im 18. Jahrhundert wurden nahe der Wallburg Arancedo alte Goldminen gefunden, die noch heute begehbar sind.
Während des Mittelalters war El Franco in den Bistümern von Lugo und Oviedo aufgeteilt, die Verwaltungshauptstadt war in dieser Zeit jedoch Castropol.
1852 wurde der Verwaltungssitz von El Franco endgültig in das Parroquia La Caridad gelegt, wo es noch heute ist.

## Geologie

### Grund und Boden
Der überwiegend aus Kalk- und Sandstein bestehende Untergrund mit dem La Penouta (899 m) als höchste Erhebung ist typisch für die gesamte Küstenregion mit ihren steilen Klippen, Buchten, Wiesen und Wäldern.

### Gewässer
Die Gemeinde wird vom Porcía und dem Mazo durchquert.

### Klima
Durch die Nähe zum Golfstrom herrscht hier ein beinahe mediterranes Klima mit warmen Sommern und milden Wintern vor, im Frühling und Herbst kommt es mitunter zu relativ starken Stürmen.

## Wirtschaft
An erster Stelle der Beschäftigten liegt die Viehzucht und Fischerei. Die Milchwirtschaft ist hier nach wie vor mit dem höchsten Wachstum versehen, nachdem im Fischfang die Schutzmaßnahmen der EU zu greifen anfingen.
Die Tourismus- und Verwaltungsbetriebe bilden die zweitgrößte Position der Arbeitgeber, wobei der Tourismus das größte Wachstum der Region aufweist.
Mittelständische Handels- und Produktionsbetriebe finden sich überwiegend in den kleineren Industrieparks der angrenzenden Gemeinden.
| TOTAL | 1002 | 100   |
| Ackerbau, Viehzucht und Fischerei                                                                                            | 245  | 24,45 |
| Industrie | 96   | 9,58  |
| Bauwirtschaft | 175  | 17,47 |
| Dienstleistungsbetriebe | 486  | 48,50 |
| * Daten aus dem Statistischen Amt für Wirtschaftliche Entwicklung in Asturien, Stand 2009. (PDF; 109 kB) sadei.es (spanisch) |      |       |

## Politik
Die 11 Sitze des Gemeinderates verteilen sich wie folgt auf die Politischen Parteien:
| Historische Entwicklung der Sitzverteilung im Gemeinderat von El Franco | Historische Entwicklung der Sitzverteilung im Gemeinderat von El Franco | Historische Entwicklung der Sitzverteilung im Gemeinderat von El Franco | Historische Entwicklung der Sitzverteilung im Gemeinderat von El Franco | Historische Entwicklung der Sitzverteilung im Gemeinderat von El Franco | Historische Entwicklung der Sitzverteilung im Gemeinderat von El Franco | Historische Entwicklung der Sitzverteilung im Gemeinderat von El Franco | Historische Entwicklung der Sitzverteilung im Gemeinderat von El Franco | Historische Entwicklung der Sitzverteilung im Gemeinderat von El Franco | Historische Entwicklung der Sitzverteilung im Gemeinderat von El Franco | Historische Entwicklung der Sitzverteilung im Gemeinderat von El Franco |
| ----------------------------------------------------------------------- | ----------------------------------------------------------------------- | ----------------------------------------------------------------------- | ----------------------------------------------------------------------- | ----------------------------------------------------------------------- | ----------------------------------------------------------------------- | ----------------------------------------------------------------------- | ----------------------------------------------------------------------- | ----------------------------------------------------------------------- | ----------------------------------------------------------------------- | ----------------------------------------------------------------------- |
| Partei                                                                  | 1979                                                                    | 1983                                                                    | 1987                                                                    | 1991                                                                    | 1995                                                                    | 1999                                                                    | 2003                                                                    | 2007                                                                    | 2011                                                                    | 2015                                                                    |
| PSOE                                                                    | 2                                                                       | 4                                                                       | 4                                                                       | 3                                                                       | 4                                                                       | 3                                                                       | 6                                                                       | 6                                                                       | 5                                                                       | 7                                                                       |
| AP / PP                                                                 |                                                                         | 7                                                                       | 0                                                                       | 0                                                                       | 6                                                                       | 3                                                                       | 5                                                                       | 4                                                                       | 3                                                                       | 2                                                                       |
| FAC                                                                     |                                                                         |                                                                         |                                                                         |                                                                         |                                                                         |                                                                         |                                                                         |                                                                         | 2                                                                       | 2                                                                       |
| IU / IU-BA / IU-BA-Verde / IU-Los Verdes                                |                                                                         |                                                                         |                                                                         |                                                                         |                                                                         |                                                                         |                                                                         | 1                                                                       | 1                                                                       |                                                                         |
| UCD / CDS                                                               | 6                                                                       |                                                                         | 1                                                                       | 1                                                                       |                                                                         |                                                                         |                                                                         |                                                                         |                                                                         |                                                                         |
| CEI-EF                                                                  |                                                                         |                                                                         | 6                                                                       | 7                                                                       |                                                                         |                                                                         |                                                                         |                                                                         |                                                                         |                                                                         |
| CAS                                                                     |                                                                         |                                                                         |                                                                         |                                                                         | 1                                                                       |                                                                         |                                                                         |                                                                         |                                                                         |                                                                         |
| URAS / URAS-PAS                                                         |                                                                         |                                                                         |                                                                         |                                                                         |                                                                         | 5                                                                       |                                                                         |                                                                         |                                                                         |                                                                         |
| Parteilose                                                              | 3                                                                       |                                                                         |                                                                         |                                                                         |                                                                         |                                                                         |                                                                         |                                                                         |                                                                         |                                                                         |
| Total                                                                   | 11                                                                      | 11                                                                      | 11                                                                      | 11                                                                      | 11                                                                      | 11                                                                      | 11                                                                      | 11                                                                      | 11                                                                      | 11                                                                      |

## Sehenswürdigkeiten
- Kirche Santa María, auf romanischen Fundamenten erbaut und im 18. Jahrhundert fertiggestellt
- Palacio de Miudes aus dem 16. Jahrhundert
- Palacio de Fonfría aus dem 16. Jahrhundert
- Palacio de Jardón
- Palast La torre Valdepares

## Feste und Feiern
- 24. Juni – San Juan de Prendones in Valdepares.
- 16. Juli, el Carmen – in Miudes.
- 2. August, Santo Ángel in Viavélez
- Ab 8. September: el día de los Remedios

## Parroquias
Die Gemeinde El Franco ist in 8 Parroquias unterteilt:
- Arancedo – 256 Einwohner (2006)
- La Braña – 262 Einwohner (2006)
- La Caridad – 1.799 Einwohner (2006)
- Lebredo – 53 Einwohner (2006)
- Miudes – 550 Einwohner (2006)
- Prendones – 309 Einwohner (2006)
- Valdepares – 698 Einwohner (2006)
- Villalmarzo – 138 Einwohner (2006)

(Quelle: INE)

## Söhne und Töchter der Stadt
- Don José Fernández Montaña (Padre Montaña)
- D. Enrique Valentín Iglesias García
- D. Jesús Álvarez Valdés
- D. Eduardo Jardón Perisé
- D. Marcelino Fernández Fernández
- Doña María del Socorro (CORIN TELLADO)
- sowie die Schriftsteller Don José García García, Don Jesús Alvarez Valdés, Doña Laura Rodríguez Brañanova und Doña Beatriz Méndez Fernández, Don Vicente Pérez Suárez, Ana Rebollada und Perfecto Rodríguez

(Quelle: elfranco.net)